# 1229 Tilia
1229 Tilia è un asteroide della fascia principale del diametro medio di circa 27,65 km. Scoperto nel 1931, presenta un'orbita caratterizzata da un semiasse maggiore pari a 3,2312980 UA e da un'eccentricità di 0,1569543, inclinata di 1,02050° rispetto all'eclittica.
Il suo nome fa riferimento alle piante del genere Tilia, comunemente note come tigli.